# Nagidusa suavis
Nagidusa suavis är en fjärilsart som beskrevs av Dy 1911. Nagidusa suavis ingår i släktet Nagidusa och familjen tandspinnare. Inga underarter finns listade i Catalogue of Life.